# Copalis
Copalis, /značenje nepoznato/ pleme iz grupe obalnih Salishan Indijanaca s rijeke Copalis i pacifičke obale Washingtona, između Joe Creeka i Grays Harbora. Lewis i Clark 1805. procjenjuju im broj na 200 i navode da imaju 10 velikih drvenih kuća. Copalisi etnički čine jedno od plemena šire grupe Lower Chehalis Indijanaca te su srodni ostalim plemenima te grupe, s Wynoochee i Humptulips. –Glavno naselje bilo im je Oyhut.

## Vanjske poveznice
- Copalis Beach History  Arhivirana inačica izvorne stranice od 10. listopada 2007. (Wayback Machine)